# 자유조선
자유조선(自由朝鮮, 영어: Free Joseon)은 2017년 3월 4일에 조선민주주의인민공화국(이하 북조선)의 김정은 체제에 반대하는 천리마 민방위의 도움으로 북조선을 탈출한 망명 독립운동가들이 세운 임시 정부이다. 조직으로서 천리마 민방위(千里馬 民防衛, 영어: Cheollima Civil Defense)라는 이름으로 개설된 웹사이트를 가지고 있었고 2019년 3월1일에 "자유조선"으로 이름을 바꿨다.
2017년 2월 13일에 김정일의 장남이자 김정은의 이복형인 김정남이 암살된 이후에 김정남의 장남인 김한솔을 보호하고 있다는 영상을 올려 주목을 받았으며, 조선민주주의인민공화국을 떠나려는 북한이탈주민을 지원하는 사업도 하는 것으로 알려져 있다. 2019년 3월 1일, 이름을 천리마 민방위에서 자유조선으로 변경했다. 2024년 5월 27일 다른 세력이 있다는게 밝혀지며 세력이 더 있다는게 밝혀지었다

## 역사
자유조선은 미국에 설립한 북조선 임시 정부, 망명 정부이다. 간부 중에 하나는 에이드리언 홍 창이라고 언론에서 추측되어 알려져 있으나 확실치 않다.
자유조선은 2017년 1월 김정남을 만나 자유조선의 북조선 임시 정부 대통령이 되어 달라고 요청을 했었으나 김정남은 거절했다고 언론에 알려져 있다. 김정남은 2월에 북조선 요원들에 의해 살해당했고 자유조선은 김정남의 아들 김한솔이 조선민주주의인민공화국의 위협에서 도망을 치는데 도움을 주었다. 김한솔은 미국 FBI에서 신변 보호를 받고 있다.
도널드 트럼프 대통령이 2017년 1월 20일 취임했다. 자유조선은 북조선 망명 정부를 설립하기 위해 수 년 동안 노력했다고 언론에 알려져 왔기 때문에 북조선 망명 정부 설립 구상은 버락 오바마 대통령이 결정한 것으로 추측되지만 그 사실을 뒷받침할 증거는 없다. 하지만 매우 조직적인 활동으로 보아 미국의 FBI나 CIA의 협조가 항상 있었을 것이라는 언론의 추측 보도가 있었다.
2019년 3월 1일 이름을 천리마 민방위에서 자유조선으로 개명했다. 100년 전 1919년 3월 1일은 일제의 폭압에 항거하여 전체 민중이 봉기하여 평화를 외친 3.1 운동이 있었다. 그 직후 상하이에 상해 임시정부가 설립되었다. 이와 같이 2019년 3월 1일 자유조선은 조선민주주의인민공화국의 김정은 체제의 북조선 주민들에 대한 압제에 항거하는 자유조선을 위한 선언문을 발표하고 북조선 임시 정부를 수립하였다고 발표했다.
현재는 언론과 기자들의 추측 남발성 기사로 인해 활동이 일시 중단된 상황이라고 밝혔다. 자유조선의 활동에 대해 대부분의 언론 기사들이 사실과 맞지 않은 점이 쓰여있기 때문에 확인된 사실만 기사화해주길 부탁하고 언론이 조직의 실체에 대해 관심을 자제해달라고 말하였다.

## 스페인 주재 조선민주주의인민공화국 대사관 침입 사건
2019년 2월, 스페인 주재 조선민주주의인민공화국 대사관 침입 사건을 주도한 탈북민 조직 '자유조선'이 구성원의 신변노출을 우려하고 있으며 미국의 일류 로펌 변호사가 이들을 대신해 미국과 동맹국의 지원을 요청하는 성명을 냈다. 성명을 발표한 리 월로스키 변호사는 자유조선 임시 정부를 대리한다고 했으며, 빌 클린턴 행정부와 조지 W. 부시 행정부에서 백악관 NSC 초국가적위협 담당 국장을 지냈다. 버락 오바마 행정부에서 관타나모 수용소 폐쇄 특사를 지냈다.

## 같이 보기
- 천리마
- 김한솔
- 북한이탈주민